# Omar Reyes
Omar Ernesto Reyes Burgas (Callao, Lima, Perú, 13 de diciembre de 1988) es un futbolista peruano. Juega de centrocampista y su equipo actual es Pacífico FC SMP de la Liga 3 de Perú. Tiene 36 años.

## Trayectoria
A mediados del 2018 llegó a Comerciantes Unidos, club donde destacó pero no pudo salvar a su equipo del descenso.
Para el 2019 ficha por el UTC para jugar la Copa Sudamericana.

## Clubes
| Club                 | País | Año           |
| -------------------- | ---- | ------------- |
| Bella Esperanza      | Perú | 2006          |
| José Correa          | Perú | 2007          |
| Sport Águila         | Perú | 2008          |
| José Correa          | Perú | 2009          |
| Unión Supe           | Perú | 2009          |
| Íntimo Cable Visión  | Perú | 2010          |
| Pacífico F. C.       | Perú | 2011-2013     |
| Unión Comercio       | Perú | 2014-2015     |
| Alianza Universidad  | Perú | 2016          |
| Cultural Santa Rosa  | Perú | 2017          |
| Deportivo Coopsol    | Perú | 2018          |
| Comerciantes Unidos  | Perú | 2018-2019     |
| UTC                  | Perú | 2019          |
| Deportivo Binacional | Perú | 2020          |
| Alianza Atlético     | Perú | 2020          |
| Academia Cantolao    | Perú | 2021          |
| Cultural Santa Rosa  | Perú | 2021          |
| Deportivo Coopsol    | Perú | 2022          |
| Juan Aurich          | Perú | 2023          |
| Pacífico FC SMP      | Perú | 2025-presente |

## Palmarés

### Campeonatos nacionales
| Título                    | Club             | País | Año  |
| ------------------------- | ---------------- | ---- | ---- |
| Segunda División del Perú | Pacífico F. C.   | Perú | 2012 |
| Liga 2                    | Alianza Atlético | Perú | 2020 |

### Distinciones individuales
| Distinción                                    | Año  |
| --------------------------------------------- | ---- |
| Equipo ideal de la Liga 2 según Dechalaca.com | 2020 |